# Terremoto de Antioquía de 115
El terremoto de Antioquía de 115 ocurrió el 13 de diciembre del año 115. Se ha estimado su magnitud fue 7.5 en la escala de magnitud de onda superficial y su máxima intensidad se estima fue XI (Extremo) en la escala sismológica de Mercalli. Antioquía del Orontes y la región circundante fue devastada registrándose grandes pérdidas de vidas y daños a la propiedad. El terremoto produjo un maremoto que dañó sobremanera el puerto de Caesarea Maritima. El emperador romano Trajano fue sorprendido por el terremoto, al igual que su sucesor Adriano. Si bien el cónsul Marco Pedón Vergiliano murió a causa del terremoto, ellos lograron salvarse con algunas heridas menores y posteriormente ordenaron la reconstrucción de la ciudad.

## Configuración tectónica
Antioquía se encuentra ubicada en proximidades de la compleja triple unión tectónica entre el extremo norte del conjunto de fallas denominado transformación del mar Muerto, la en gran medida frontera transformante entre la placa africana y la placa arábiga, y el extremo suroeste de la falla oriental de Anatolia, la en gran medida frontera transformante entre la placa de Anatolia y la placa arábiga, y el extremo noreste del Arco de Chipre, la frontera entre las placas de Anatolia y África. La ciudad se encuentra en la Cuenca de Antakya, parte de la Cuenca de Amik, rellenada desde el Plioceno con sedimentos aluvionales. La zona ha sido afectada por gran número de grandes terremotos durante los últimos 2,000 años.
Los resultados de excavaciones sobre el sector norte de la transformante del mar Muerto muestran que tres grandes terremotos han ocurrido a lo largo del segmento Missyaf de la falla desde el año 100, el más antiguo de los cuales podría corresponder al terremoto del año 115.

## Daños
Un relato del terremoto fue incluido por el escritor Casio Dion en su Historia Romana. Casio describe a Antioquia como una populosa ciudad desbordada por la cantidad de soldados y gran número de civiles que habían venido de todos los rincones del Imperio, porque Trajano estaba pasando el invierno allí. El terremoto comenzó con un fuerte rugido, seguido de intensas sacudidas del terreno. Árboles enteros volaron por el aire, al igual que muchas personas que resultaron heridas. Una gran cantidad de personas resultaron muertas por los cascotes que caían de las construcciones, mientras que muchas otras quedaron atrapadas. Las réplicas que siguieron al terremoto durante varios días mataron a algunos de los sobrevivientes, mientras que otros que habían quedado atrapados murieron de hambre. Trajano se las arregló para salir de la casa en la que se encontraba por una ventana y tuvo heridas menores. A causa del peligro de las réplicas, Trajano mudó su campamento al hipódromo por ser un espacio abierto.
La ciudad de Apamea también fue destruida por el terremoto y Beirut sufrió importantes daños. El tsunami que siguió al terremoto afectó la costa del Líbano, especialmente en Cesarea y Yavne. Es probable que el puerto de Cesarea Marítima fuera destruido por el maremoto, una hipótesis basada en el fechado de depósitos del maremoto de medio metro de espesor hallado fuera del puerto.
Se desconoce el origen del registro del número de muertes de 260,000, ya que recién aparece en catálogos de principios del siglo XX.

## Eventos posteriores
La reconstrucción de Antioquía comenzada por Trajano fue terminada por Adriano. Trajano ordenó que en el nuevo teatro se erigiera una copia de la estatua de Eutychides, para conmemorar la reconstrucción de la ciudad. Casi todos los mosaicos encontrados en Antioquía han sido fechados como posteriores a la ocurrencia del terremoto.